# Xavier Leroux
Xavier Henry Napoleón Leroux (ur. 11 października 1863 w Velletri, zm. 2 lutego 1919 w Paryżu) – francuski kompozytor.

## Życiorys
Syn dyrygenta orkiestry wojskowej. Uczył się w Konserwatorium Paryskim u Théodore’a Dubois i Jules’a Masseneta. W 1885 roku zdobył Grand Prix de Rome. Podczas pobytu w Rzymie poznał Claude’a Debussy’ego i początkowo był admiratorem jego twórczości, jednak po premierze Pelesa i Melisandy w 1902 roku stał się jego antagonistą, odrzucając nowe trendy w muzyce dramatycznej. Po powrocie do Francji działał w Paryżu jako autor muzyki do sztuk teatralnych, następnie zaczął pisać opery. Tworzył w duchu bliskim włoskiemu weryzmowi. Od 1896 roku był wykładowcą harmonii w Konserwatorium Paryskiego. Od 1902 roku wydawał czasopismo „Musica”.

## Twórczość operowa
(na podstawie materiałów źródłowych)
- Evangeline (wyst. Bruksela 1885)
- Vénus et Adonis (wyst. Paryż 1897)
- Astarte (wyst. Paryż 1901)
- La Reine Fiammette (wyst. Paryż 1903)
- William Ratcliff (wyst. Nicea 1906)
- Théodora (wyst. Monte Carlo 1907)
- Le Chemineau (wyst. Paryż 1907)
- Le Carillonneur (wyst. Paryż 1913)
- La Fille de Figaro (wyst. Paryż 1914)
- Les Cadeaux de Noël (wyst. Paryż 1915)
- 1814 (wyst. Monte Carlo 1918)
- Nausithoé (wyst. Nicea 1920)
- La Plus Forte (wyst. Paryż 1924)
- L’Ingénu (wyst. Bordeaux 1931)